# Saint-Jouvent
Saint-Jouvent – miejscowość i gmina we Francji, w regionie Nowa Akwitania, w departamencie Haute-Vienne.
Według danych na rok 1990 gminę zamieszkiwały 1292 osoby, a gęstość zaludnienia wynosiła 52 osoby/km² (wśród 747 gmin Limousin Saint-Jouvent plasuje się na 91. miejscu pod względem liczby ludności, natomiast pod względem powierzchni na miejscu 243.). Nazwa miejscowości pochodzi od imienia św. Gaudentego (Gaudencjusza).